# Колубрина
Колубрина (лат. Colubrina) — род многолетних травянистых растений семейства Крушиновые (Rhamnaceae).
Латинское название рода происходит от лат. colubrinum — «змеевидный».

## Ботаническое описание

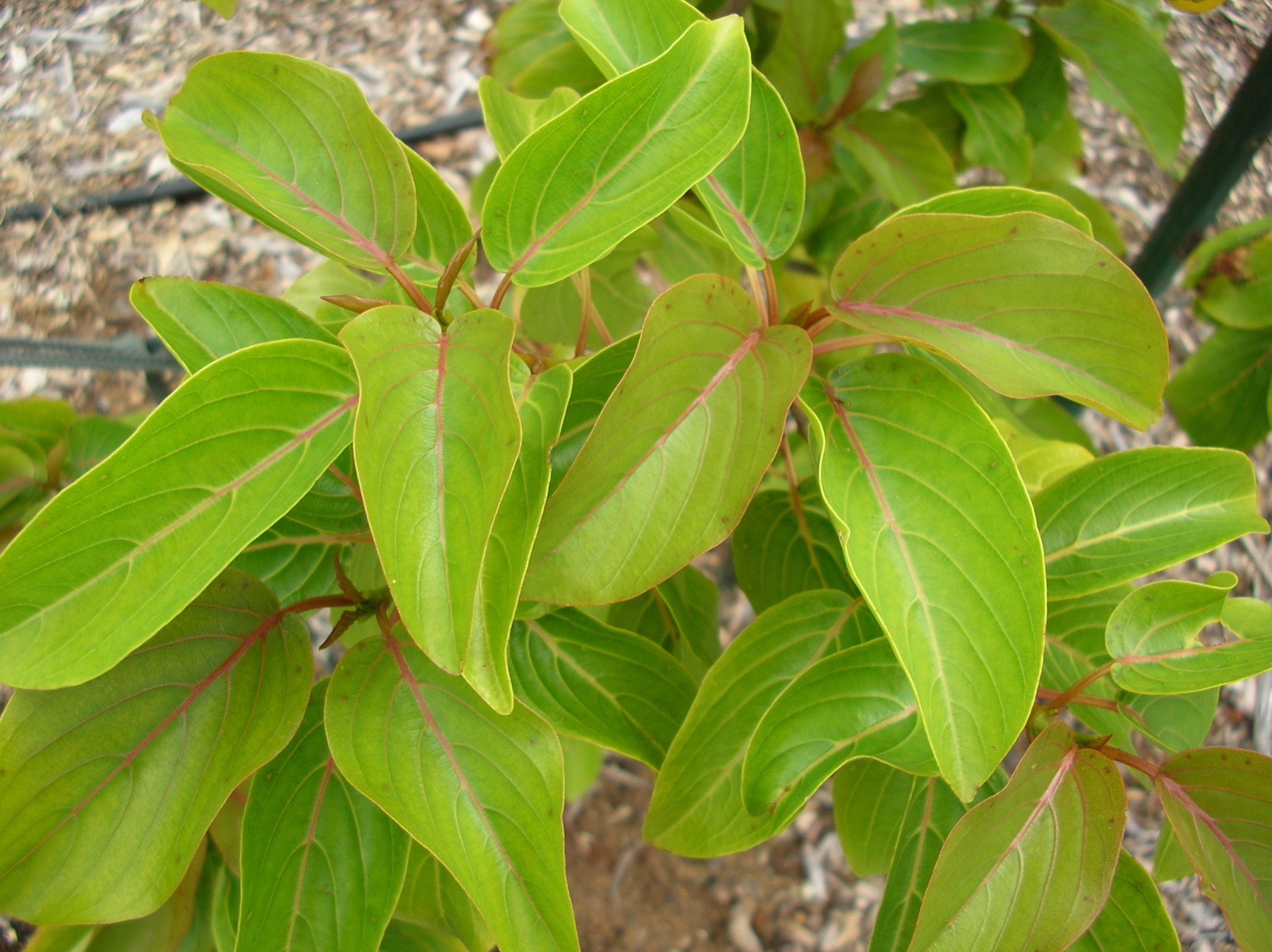
Colubrina oppositifolia

- Вечнозелёные или листопадные кустарники или небольшие деревья.
- Листья очерёдные, реже супротивные, бумажистые или кожистые, с цельным, зубчатым или пильчатым краем. Жилкование перисто-нервное или пальчатое.
- Цветки обоеполые, с пятью лепестками. Тычинок пять, примерно равных по длине лепесткам.
- Плод — шаровидная коробочка, при созревании разделяется на три односемянных доли.
- Семена блестящие, яйцевидной формы, эндосперм мясистый, толстый.

## Ареал
Произрастают в тропическом поясе Африки, Азии, Южной Америки, Австралии и на островах Океании.

## Классификация

### Виды
По данным сайта GRIN, род Колубрина включает всего шесть видов:
- Colubrina arborescens (Mill.) Sarg. 1911
- Colubrina asiatica (L.) Brongn. 1826 — Колубрина азиатская
- Colubrina cubensis (Jacq.) Brongn. 1926
- Colubrina elliptica (Sw.) Briz. & W.L.Stern 1958
- Colubrina oppositifolia Brongn. ex H.Mann 1867
- Colubrina texensis A.Gray 1850

### Таксономия
Род Колубрина входит в семейство Крушиновые (Rhamnaceae) порядка Розоцветные (Rosales).
|  |                                      |  |                                                             |                                                             |                      |  | ещё 8 семейств (согласно Системе APG II) |              |               |            |
|  |                                      |  |                                                             |                                                             |                      |  |                                          |              |               | от 2 видов |
|  |                                      |  |                                                             | порядок Розоцветные                                         |                      |  |                                          |              | род Колубрина |            |
|  |                                      |  |                                                             | порядок Розоцветные                                         |                      |  |                                          |              | род Колубрина |            |
|  | отдел Цветковые, или Покрытосеменные |  |                                                             |                                                             | семейство Крушиновые |  |                                          |              |               |            |
|  | отдел Цветковые, или Покрытосеменные |  |                                                             |                                                             |                      |  |                                          |              |               |            |
|  |                                      |  | ещё 44 порядка цветковых растений (согласно Системе APG II) | ещё 44 порядка цветковых растений (согласно Системе APG II) |                      |  |                                          | ещё 50 родов | ещё 50 родов  |            |
|  |                                      |  |                                                             | ещё 44 порядка цветковых растений (согласно Системе APG II) |                      |  |                                          |              | ещё 50 родов  |            |